# 芦広
芦広（あしひろ、生没年不詳）とは、江戸時代の大坂の浮世絵師。

## 来歴
蘭英斎芦国の門人かといわれる。大坂の人。作画期は文化13年（1816年）から文政7年（1824年）にかけてで、役者絵を描いている。

## 作品
- 「三うら荒次郎・市川鰕十郎」　大判錦絵2枚続の内　池田文庫所蔵　※文化13年3月、大坂角の芝居『三月開嬉心船橋』より。芦郷との合作
- 「八枚続之内 　中村歌右衛門」（雨乞小町）　大判錦絵 　池田文庫所蔵　※文化13年3月、角の芝居『其九絵彩四季桜』より。「檜扇の　かさしも知らし　紙雛　芝翫讃」の句あり
- 「千くさひめ・かなふみんし」　大判錦絵2枚続の内　池田文庫所蔵　※文化13年9月、大坂中の芝居『濃紅葉小倉色紙』より。丸丈斎国広との合作。ただし実際には千くさひめは初代中村歌六が演じており、かなふみんし（叶岷子）は病気により休演している。
- 「快介・中村歌右衛門　蘭ぎく・中山よしほ」　大判錦絵2枚続　池田文庫所蔵　※文化13年9月、角の芝居『風流つり狐』より
- 「おかじ・叶珉子　すて若丸・あらし吉三郎」　大判錦絵2枚続　池田文庫所蔵　※文化14年正月、中の芝居『児淵花白浪』より
- 「すたすた坊主・さぎ娘　中村歌右ヱ門」　大判錦絵　池田文庫所蔵　※文化14年3月、角の芝居『莫恠踊化姿』より
- 「源左衛門・中村歌右衛門　勇介・市川団蔵」　大判錦絵　池田文庫所蔵　文政7年9月、角の芝居『三月開嬉心船橋』より